# Slowenische Männer-Handballnationalmannschaft (Junioren)
Die slowenische Männer-Handballnationalmannschaft (Junioren) ist die Nationalauswahl Sloweniens für Nachwuchsspieler der Altersklasse Junioren.

## DefinitionJuniorenundJugend
Die Juniorenauswahl steht altersmäßig zwischen der A-Nationalmannschaft und der Jugendauswahl.
Da sich die Leistungsfähigkeit von Sportlern altersabhängig unterscheidet, wird eine Klasseneinteilung vorgenommen. Unterhalb der Erwachsenenklasse Senioren werden die Sportler abhängig vom Geburtsjahr Altersklassen zugeteilt. Im deutschen Sprachraum wird dabei der Buchstabe U (steht für unter) vor das jeweilige Alter gesetzt. Die Junioren und Jugend genannten Sportler treten in den Altersklassen U 21 (unter 21 Jahren) und U 19 (unter 19 Jahren) an. Da für die Einteilung das Geburtsjahr ausschlaggebend ist, können die Sportler ihre Klassenzugehörigkeit während einer Saison beibehalten.
Beispiele: An den U-21-Wettbewerben im Jahr 2018 durften Spieler der Geburtsjahrgänge 1998 und 1999 teilnehmen. An den U-19-Wettbewerben des Jahres 2018 durften Spieler der Geburtsjahrgänge 2000 und 2001 teilnehmen.
Da die Altersklassen jeweils nur zwei Jahre behalten werden, ist die Fluktuation weit größer als bei den Erwachsenenauswahlen.

## Wettbewerbe

### Weltmeisterschaft der Junioren (U 21)
Die U-21-Weltmeisterschaften werden seit 1977 grundsätzlich alle zwei Jahre ausgetragen.
Die slowenische Auswahl nahm mit nachstehend aufgeführten Ergebnissen teil:
| Jahr | Gastgeber                 | Teams                                             | Platz                                             | Anmerkungen                                       |
| ---- | ------------------------- | ------------------------------------------------- | ------------------------------------------------- | ------------------------------------------------- |
| 1977 | Schweden                  | 21                                                | nicht teilgenommen                                | nicht teilgenommen                                |
| 1979 | Dänemark, Schweden        | 24                                                | nicht teilgenommen                                | nicht teilgenommen                                |
| 1981 | Portugal                  | 16                                                | nicht teilgenommen                                | nicht teilgenommen                                |
| 1983 | Finnland                  | 16                                                | nicht teilgenommen                                | nicht teilgenommen                                |
| 1985 | Italien                   | 16                                                | nicht teilgenommen                                | nicht teilgenommen                                |
| 1987 | Jugoslawien               | 16                                                | nicht teilgenommen                                | nicht teilgenommen                                |
| 1989 | Spanien                   | 16                                                | nicht teilgenommen                                | nicht teilgenommen                                |
| 1991 | Griechenland              | 16                                                | nicht teilgenommen                                | nicht teilgenommen                                |
| 1993 | Ägypten                   | 16                                                | nicht teilgenommen                                | nicht teilgenommen                                |
| 1995 | Argentinien               | 20                                                | 10.                                               |                                                   |
| 1997 | Türkei                    | 20                                                | 20.                                               |                                                   |
| 1999 | Katar                     | 22                                                | nicht teilgenommen                                | nicht teilgenommen                                |
| 2001 | Schweiz                   | 20                                                | 16.                                               |                                                   |
| 2003 | Brasilien                 | 20                                                | 03.                                               |                                                   |
| 2005 | Ungarn                    | 20                                                | 08.                                               |                                                   |
| 2007 | Nordmazedonien            | 20                                                | 08.                                               |                                                   |
| 2009 | Ägypten                   | 24                                                | 03.                                               | David Razgor wurde in das All-Star Team gewählt.  |
| 2011 | Griechenland              | 24                                                | 08.                                               |                                                   |
| 2013 | Bosnien und Herzegowina   | 24                                                | 09.                                               |                                                   |
| 2015 | Brasilien                 | 24                                                | nicht teilgenommen                                | nicht teilgenommen                                |
| 2017 | Algerien                  | 24                                                | 09.                                               |                                                   |
| 2019 | Spanien                   | 24                                                | 06.                                               |                                                   |
| 2021 | Ungarn                    | Das Turnier fiel wegen der COVID-19-Pandemie aus. | Das Turnier fiel wegen der COVID-19-Pandemie aus. | Das Turnier fiel wegen der COVID-19-Pandemie aus. |
| 2023 | Deutschland, Griechenland | 32                                                | 20.                                               |                                                   |
| 2025 | Polen                     | 32                                                | 07.                                               |                                                   |

### Europameisterschaft der Junioren (U 20)
Die U-20-Europameisterschaften werden seit 1996 grundsätzlich alle zwei Jahre ausgetragen.
Die slowenische Auswahl nahm mit nachstehend aufgeführten Ergebnissen teil:
| Jahr | Gastgeber    | Teams                                             | Platz                                             | Anmerkungen |
| ---- | ------------ | ------------------------------------------------- | ------------------------------------------------- | --- |
| 1996 | Rumänien     | 12                                                | nicht teilgenommen                                | nicht teilgenommen                                                                                             |
| 1998 | Österreich   | 12                                                | nicht teilgenommen                                | nicht teilgenommen                                                                                             |
| 2000 | Griechenland | 12                                                | 05.                                               | |
| 2002 | Polen        | 12                                                | 02.                                               | |
| 2004 | Lettland     | 16                                                | 03.                                               | |
| 2006 | Österreich   | 16                                                | 08.                                               | |
| 2008 | Rumänien     | 16                                                | 13.                                               | |
| 2010 | Slowenien    | 16                                                | 03.                                               | |
| 2012 | Türkei       | 16                                                | 03.                                               | |
| 2014 | Österreich   | 16                                                | nicht teilgenommen                                | nicht teilgenommen                                                                                             |
| 2016 | Dänemark     | 16                                                | nicht teilgenommen                                | nicht teilgenommen                                                                                             |
| 2018 | Slowenien    | 16                                                | 01.                                               | Gregor Ocvirk und Domen Novak wurden in das All-Star Team gewählt. Gregor Ocvirk wurde zudem Torschützenkönig. |
| 2020 | Kroatien     | Das Turnier fiel wegen der COVID-19-Pandemie aus. | Das Turnier fiel wegen der COVID-19-Pandemie aus. | Das Turnier fiel wegen der COVID-19-Pandemie aus.                                                              |
| 2022 | Portugal     | 16                                                | 09.                                               | |
| 2024 | Slowenien    | 24                                                | 15.                                               | |